# Kerria indicola
Kerria indicola är en insektsart som först beskrevs av Kapur 1958.  Kerria indicola ingår i släktet Kerria och familjen Kerriidae. Inga underarter finns listade i Catalogue of Life.